# وردة (فلم)
وردة فيلم رعب مصري من إنتاج سنة 2014، من إخراج هادي الباجوري، وتأليف محمد حفظي، ومن بطولة فاروق هاشم ، سميرة المقرون، ندى الألفي. الفيلم مستوحى من قصة حقيقة وقعت بإحدى القرى المصرية.

## قصة الفيلم
عاد مخرج الافلام التسجيلية وليد (فاروق هاشم) من هولندا بعد غياب أربع سنوات لزيارة أهله في كفر البتانون مركز شبين الكوم، وكانت برفقته صديقته الهولندية من أصل تونسى آمنه (سميره المقرون) وإستقبلتهم والدته (عبير منصور) بترحاب ودهشة لإقامة صديقته آمنه معهم والتي إحتلت حجرة شقيقته الصغرى فاتن التي توفيت منذ خمس سنوات. ويقيم معهم في الدار شقيقه الصغير يوسف (باسل القاضى) وشقيقته ورده (ندى الالفى) المصابة بحالة نفسية سيئة منذ وفاة والدها منذ ستة أشهور وقد كانت مرتبطة به جدًا، وماترتب على هذه الوفاة من خلاف على الميراث مع عمها الحاج رشيد (طارق عبد الله) وفسخ خطبتها مع ابن عمها حماده (أحمد عونى). 
وإمتنعت ورده عن الكلام واتسمت تصرفاتها بالغموض، وفوجئ وليد وصديقته آمنه الذين كانوا يتسترون بالليل لشرب الخمر وتدخين الحشيش، بطرقات شديدة على الأبواب دون ان يرون الطارق مع صدور أصوات استغاثه، مما دعا وليد لتركيب كاميرات مراقبة في جميع أنحاء الدار وفي الليلة التالية حدثت نفس الأصوات ولكن ورده حطمت المرآة مما أصاب يدها بجروح وحضر الدكتور (محمود يوسف) وضمد الجرح واقترح ذهاب ورده للمستشفى للعرض على الطبيب النفسي، ولكن الام فضلت الإتصال بالشيخ أكرم (عماد غنيم) المتخصص في حالات المس الشيطاني والجن، وقرأ الشيخ اكرم القرآن على رأس ورده التي لم تنزعج فتأكد ان المس ليس شيطانا أو جنيا وإلا قد انزعج من كلام الله، واقترح زميلا آخر متخصص في هذه الحالات، وحدث ان ضبطت الام زجاجة الخمر في حجرة آمنه فطردتها من منزلها ومعها ابنها وليد، الذي إضطر لتوصيل آمنه للقاهرة وعاد لمتابعة كاميرات المراقبة وما سجلته، وطلب من شقيقه يوسف أن يحضر له عدسة من الحجرة المجاورة لحجرة ورده، ولكن أصيب يوسف من شيء مجهول وسقط من فوق السلالم، واصيبت الام بوعكة خوفًا على ابنها، فطلب منها وليد التحامل على نفسها ريثما يذهب بيوسف للمستشفى، لتنفرد ورده بأمها وتخبرها انها ليست ورده بل ابنتها فاتن التي ماتت منذ زمن، ثم دقت عنق امها فقتلتها، وعادت لحجرتها، وحينما عاد وليد من المستشفى ودخل حجرة ورده لقى مصرعه بطريقة غامضة، وحينما جاء البوليس وجد جثة الام وجثة وليد، فتحفظ على كاميرات المراقبة.

## طاقم التمثيل
- ندى الألفي : (وردة)
- فاروق هاشم : (وليد) [5]
- سميرة المقرون: (آمنة)
- باسل القاضي: (يوسف)
- أحمد سليم: (حسن)
- عبير منصور: (الأم)
- طارق عبد الله: (الحاج رشيد)
- أحمد عوني: (حمادة)
- محمود يوسف: (الدكتور)
- عماد غنيم: (الشيخ أكرم)

## فريق العمل
- إخراج: هادي الباجوري
- تأليف: محمد حفظي
- إنتاج: ذا بروديوسرز، فيلم كلينيك، أروما
- توزيع: ماد سولوشنز
- مونتاج: أحمد حافظ
- مدير التصوير: طارق حفني

## وصلات خارجية
- مقالات تستعمل روابط فنية بلا صلة مع ويكي بيانات
- صفحة الفيلم على موقع السينما